# 基美影业
上海基美影业股份有限公司是一家以美国独立电影模式运作的电影制作和发行公司。目前主要致力于与美国各大电影工作室和独立电影公司开发合拍片以及海外购片的工作。公司总部位于中国上海。

## 历史
基美影业在2016年以6千万欧元购入了欧罗巴影业27.9%的股份。

## 电影制作
2018年
- 捍衛生死線

2017年
- 星际特工：千星之城

## 电影发行
2011年
- 《藥命效應》（美国）

2012年
- 《逆世界》（美国）
- 《在劫难逃》（美国）
- 《人狼大战》（美国）
- 《铁血精英》（美国）
- 《精灵旅社》（美国）

2013年
- 《乔布斯》（美国）
- 《美国骗局》（美国）
- 《别惹我》（法国）

2014年
- 《暴力街区》（法国）
- 《超体》（法国）

2015年
- 《飓风营救3》（法国）
- 《玩命速递4》（法国）
- 《小王子》（法国）

## 相关链接
- 基美影业的新浪微博（已失效）